# 宇都宮信房
宇都宮 信房（うつのみや のぶふさ）は、平安時代末期から鎌倉時代前期にかけての武将。宇都宮氏の祖である藤原宗円の次男中原宗房の長男。『吾妻鏡』の文治2年2月29日（1186年3月28日）の条によると信房は造酒司正（みきのつかさのかみ）宗房の孫とある。豊前宇都宮氏の祖。
治承4年（1180年）、下野国から源頼朝の挙兵に参陣する。同7年（1183年）、志田義広の謀反の際は義広討伐で功を挙げた。これらの功績により 元暦2年/文治元年（1185年）から文治2年（1186年）にかけて恩賞を与えられている。翌3年（1187年）9月、鎮西奉行として鬼界ヶ島の平氏残党討伐で功績を挙げた。建久3年（1192年）には豊後国・日向国内において所領を与えられた。
晩年は仏教に帰依した。天福2年（1234年）8月2日、79歳で死去した。